# Plaza Dante (Buenos Aires)

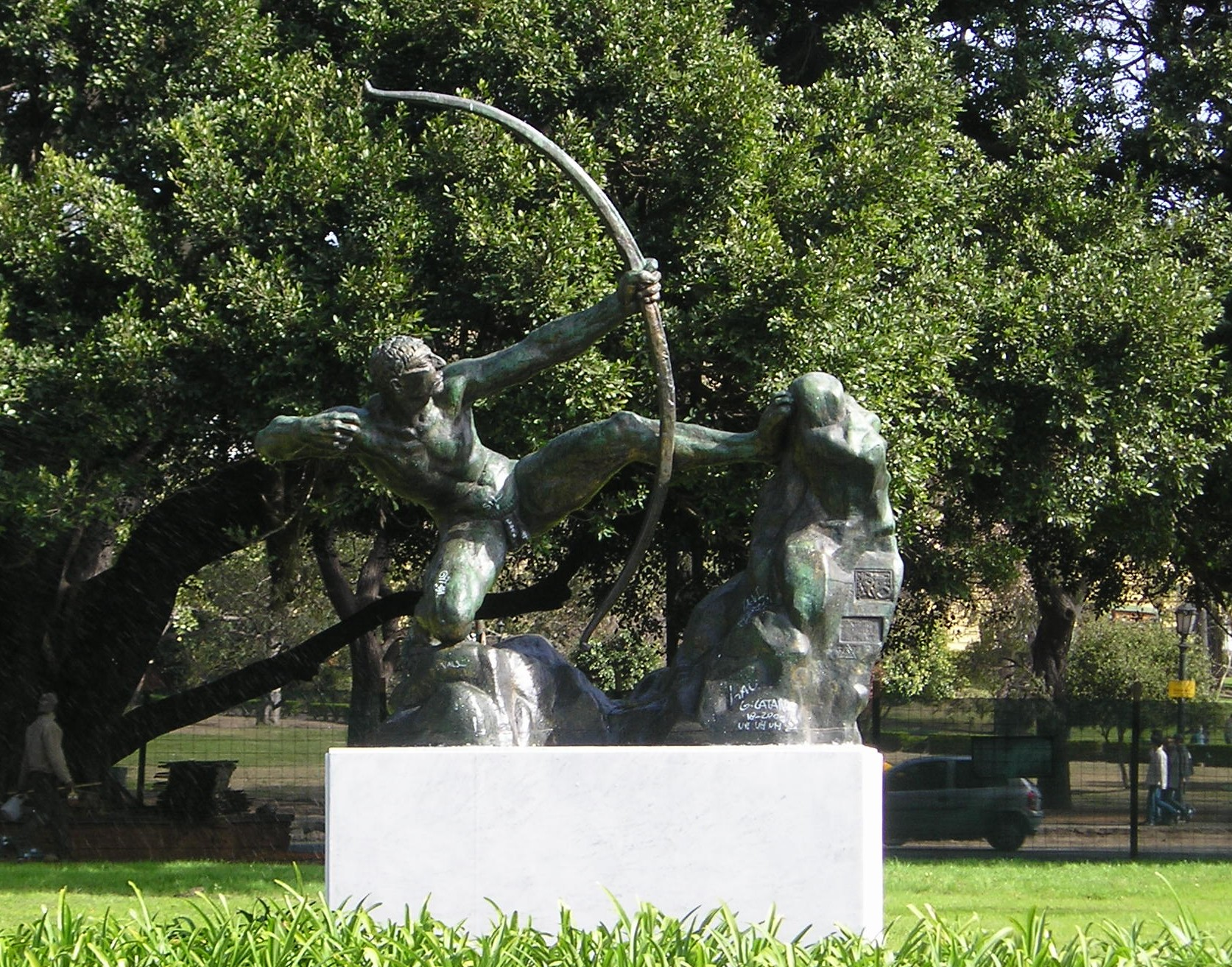
Heracles arquero en la Plaza Dante.

La Plaza Dante es un espacio verde del barrio de la Recoleta de la ciudad de Buenos Aires, Argentina, que forma parte del tradicional Paseo de la Recoleta. De forma ovalada, está delimitada por las avenidas Pueyrredón, Del Libertador, Figueroa Alcorta y la calle Emilio Pettoruti. Recibió su nombre en 1963 en homenaje a Dante Alighieri, como parte de los festejos por su séptimo centenario.
La plaza se encuentra rodeada de algunos de los puntos de interés más destacados de la Recoleta. Cruzando la calle Emilio Pettoruti se ubica el monumento ecuestre a Carlos María de Alvear, que también marca el nacimiento de la característica Avenida Alvear. El frente sur, sobre la Avenida del Libertador, se encuentra enfrentado a la Plaza Intendente Alvear, popularmente conocida como Plaza Francia. Por su parte, del otro lado de la Avenida Figueroa Alcorta se ubica el Centro Municipal de Exposiciones.
En el margen norte de la Plaza Dante se encuentra emplazada desde 1944 Heracles arquero, escultura en bronce de Antoine Bourdelle de 1909 clasificada entre sus más importantes obras. Inspirada en la mitología griega, representa a Heracles (Hércules) arrojando una flecha con su arco, hincado sobre la rodilla derecha y con la pierna izquierda apoyada sobre un peñasco. Por sus características constructivas, es considerada "una especie de mojón inicial en el camino hacia la modernidad". La escultura fue expuesta en Buenos Aires en 1910 y adquirida por la Municipalidad de la Ciudad de Buenos Aires a fines de la década de 1930. En cercanías de la plaza se encuentran otras dos importantes obras de Bourdelle, el ya mencionado monumento ecuestre a Carlos María de Alvear (1926) y El último centauro o El centauro moribundo (1926), emplazado en la Plaza Rubén Darío.

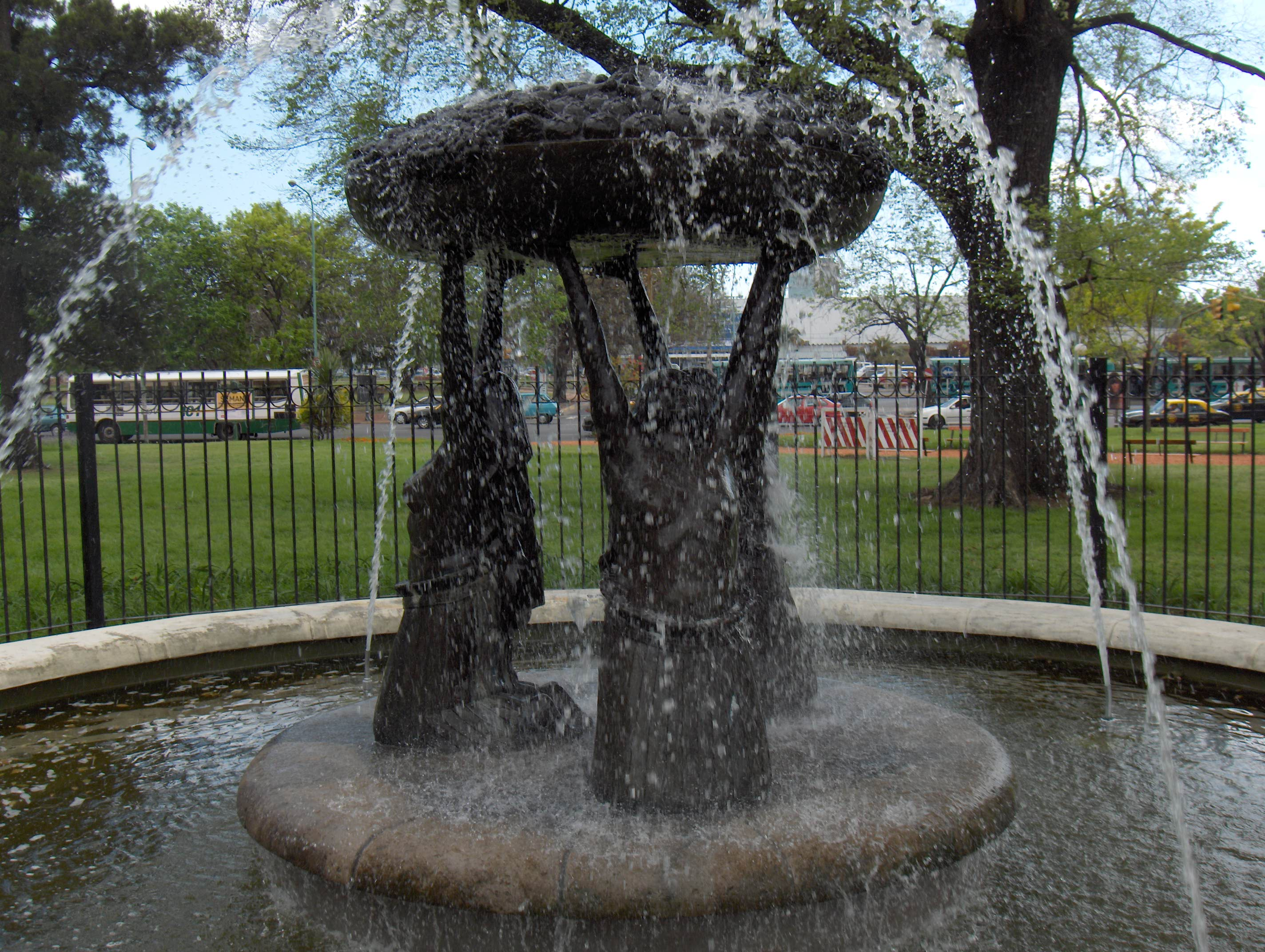
Fuente Las Tarascas.

Los otros dos monumentos presentes en la plaza son un busto del presidente José Figueroa Alcorta realizado por el escultor Juan Carlos Ferraro en 1987 y la fuente Las Tarascas, donada por el estado mexicano de Michoacán en 1998.